# Peter Sutherland
Peter Denis Sutherland (Dublin, 25 april 1946 – 7 januari 2018) was een politicus van Ierse afkomst en voormalig directeur van Goldman Sachs. In de jaren tachtig was hij procureur-generaal in het kabinet van Garret FitzGerald en tussen 1985 en 1989 was hij Eurocommissaris in de eerste commissie van Jacques Delors.

## Biografie
Sutherland studeerde rechten aan de Universiteit van Dublin. Vanaf 1969 was hij werkzaam als advocaat. In juni 1981 werd Sutherland benoemd als procureur-generaal in het kabinet van Garret FitzGerald. Hij zou deze functie, met een onderbreking tussen januari en december 1982, behouden tot en met december 1984. In december 1984 werd hij benoemd tot Europees commissaris namens Ierland. In het eerste jaar kreeg Sutherland de portefeuilles Mededinging, Betrekkingen met het Parlement, Onderwijs en Sociale Zaken. Door de toetreding van Spanje en Portugal in januari 1986 verloor Sutherland de portefeuilles Onderwijs en Sociale Zaken aan zijn nieuwe collega's.
Sutherland bleef één termijn aan als Europees Commissaris en werd in januari 1989 niet herbenoemd. In 1989 werd hij directeur van Allied Irish Banks. Twee jaar later maakte Sutherland de overstap naar het European Institute for Public Administration in Maastricht. Hij zou hier aanblijven tot en met 1993. In 1990 werd hij benoemd tot adviseur van Goldman Sachs, enkele jaren later tot directeur. In 1993 werd Sutherland benoemd tot directeur-generaal van de General Agreement on Tariffs and Trade. In 1995-1996 was hij directeur-generaal van de Wereldhandelsorganisatie. In 2015 ging hij met pensioen als directeur bij Goldman Sachs.